# Curva algebraica
En geometría algebraica, una curva algebraica es una variedad algebraica de dimensión uno. La teoría acerca de estas curvas fue extensamente desarrollada durante el siglo xix, tras considerarse numerosos ejemplos comenzando por la circunferencia y otras secciones cónicas.

La cúbica de Tschirnhausen es una curva algebraica de grado tres.

## Curvas algebraicas planas
Una curva algebraica definida sobre un cuerpo F puede considerarse como el lugar geométrico de los puntos en Fn determinados por al menos n − 1 funciones polinómicas independientes en n variables con coeficientes en F, gi(x1, …, xn), en donde la curva se define escribiendo cada gi = 0.
Utilizando la resultante, se pueden eliminar todas las variables excepto dos y reducir 
la curva a una curva plana birracionalmente equivalente, f(x, y) = 0, aún con coeficientes en F, pero usualmente de mayor grado y con singularidades adicionales. Por ejemplo:
1) Eliminando z entre las dos 
ecuaciones x2 + y2 − z2 = 0 y x + 2y + 3z − 1 = 0, que definen la intersección del cono y un plano en tres dimensiones, se obtiene la  sección cónica 8x2 + 5y2 − 4xy + 2x + 4y − 1 = 0, que en este caso es una elipse.
2) Si se elimina  z entre 4x2 + y2 − z2 = 1 y z = x2, se obtiene y2 = x4 − 4x2 + 1, que es la ecuación de una curva cuártica.

## Curvas proyectivas
A veces es deseable considerar a las curvas como un lugar geométrico de puntos en el espacio proyectivo. En el conjunto de  ecuaciones gi = 0, se puede reemplazar cada xk con xk/x0, y  multiplicar por x0n, donde n es el grado de gi. De este modo se obtienen funciones polinómicas homogéneas, que definen la curva correspondiente en el espacio proyectivo Pn. Para una curva algebraica plana se tiene la ecuación única f (x, y, z) = 0, donde f es homogénea; por ejemplo, la curva de Fermat xn + yn - zn = 0 es una curva proyectiva.

## Funciones cuerpo algebraicas
El estudio de curvas algebraicas se puede contraer al estudio de curvas algebraicas irreducibles. A menos de una equivalencia birracional, son categorías equivalentes a las cuerpo de las funciones de variedades algebraicas. Una función de cuerpo de una variedad algebraica es un cuerpo de funciones algebraicas en una variable K definida sobre un cuerpo dado F. Esto significa que existe un elemento x de K que es trascendental sobre F, y que un tal K es una extensión algebraica finita de F(x), que es el cuerpo de funciones racionales en la indeterminada x sobre F.
Por ejemplo sobre el cuerpo C de los números complejos, se puede definir el cuerpo C(x) de funciones racionales en C. Si
y2 = x3 − x − 1, entonces el cuerpo C(x, y) es un cuerpo de función elíptica. El elemento x no está unívocamente determinado; el cuerpo también se puede ver, por ejemplo, como una extensión de C(y).  La curva algebraica correspondiente a la función cuerpo es simplemente el conjunto de puntos (x, y) en C2 que satisfacen y2 = x3 − x − 1.
Si el cuerpo F no es algebraicamente cerrado, el punto de vista de las funciones cuerpo es algo más general que considerar el lugar geométrico de puntos, dado que se incluye, por ejemplo, «curvas» sin ningún punto. Si el cuerpo base F es el cuerpo R de los números reales, entonces x2 + y2 = −1 define una extensión algebraica de cuerpo sobre R(x), pero la curva correspondiente considerada como el lugar geométrico, no tiene puntos en R. No obstante, sí tiene puntos definidos sobre la cerradura algebraica de C sobre R.

## Curvas complejas y superficies reales
Una curva algebraica proyectiva compleja reside en un espacio proyectivo complejo n-dimensional {\displaystyle \mathbb {C} {\text{P}}^{n}}. Tiene dimensión compleja n, pero dimensión topológica 2n como variedad real. Se tiene además que es compacta, conexa, y orientable. Del mismo modo, una curva algebraica sobre {\displaystyle \mathbb {C} } tiene dimensión topológica 2, es decir, es una superficie. Una curva algebraica proyectiva compleja no singular será entonces una superficie suave orientable, entendida como variedad real, encajada en una variedad compacta real de dimensión 2n que es {\displaystyle \mathbb {C} {\text{P}}^{n}} vista como una variedad real. El género topológico de esta superficie, es decir el número de «agujeros» del «dónut», es el género de la curva. Las consideraciones sobre la estructura analítica compleja de esta superficie compacta conduce a la teoría de las superficies de Riemann compactas.

## Superficies de Riemann compactas
Una superficie de Riemann es una variedad compleja conectada de dimensión compleja uno, lo cual la hace una variedad real conectada de dos dimensiones. Es un compacto si es un compacto como espacio topológico.  
Hay una triple equivalencia de categorías entre la categoría de curvas algebraicas proyectivas suaves sobre los números complejos, la categoría de  superficies de Riemann compactas, y la categoría de funciones cuerpo complejas de variedades algebraicas, por lo que el estudio de estos temas, en algún sentido, es lo mismo. Esto permite utilizar los métodos analíticos complejos en la geometría algebraica, y los métodos geométrico-algebraicos en análisis complejo, y teorías-cuerpo para el estudio de ambos, lo cual es característico de una clase mucho más vasta de problemas que simplemente curvas y superficies de Riemann.

## Singularidades
Usando el concepto intrínseco de espacio tangente, los puntos P de una curva algebraica C se clasifican en suaves o no-singulares, o sino singulares. Dadas n−1 funciones polinómicas a 
n+1 variables, se pueden hallar las matrices jacobianas como las (n−1)×(n+1) matrices de derivadas parciales. Si el rango de esta matriz en el punto P de la curva tiene un valor maximal de n−1, entonces el punto es un punto suave. En particular, si la curva es una curva algebraica plana proyectiva, definida por una sola ecuación polinómica homogénea f ( x , y , z ) = 0, entonces los puntos singulares son precisamente los puntos P para los que el rango de la matriz 1×(n+1) es cero, esto es, donde
{\displaystyle {\frac {\partial f}{\partial x}}(P)={\frac {\partial f}{\partial y}}(P)={\frac {\partial f}{\partial z}}(P)=0}
Dado que f es un poliniomio, esta definición es puramente algebraica y no hace supuestos acerca de la naturaleza del cuerpo F, que no necesita ser particularmente el de los números reales o complejos. Desde luego cabe recordar que (0,0,0) no es un punto de la curva y por lo tanto no es un punto singular. 
Las singularidades de una curva no son invariantes birracionales. No obstante, localizar y clasificar las singularidades de una curva es un modo de computar el género, que es un invariante birracional. Para que esto funcione, debe considerarse a la curva proyectivamente y requerir que F sea algebraicamente cerrado, para que todas las singularidades que pertenecen a la curva sean tomadas en cuenta. 

### Clasificación de singularidades

x^{3} = y^{2}

Los puntos singulares incluyen múltiples puntos en los que la curva se cruza a sí misma, y también varios tipos de puntos de reversión o cúspides (cusp en terminología anglosajona), por ejemplo la que se muestra en la curva de ecuación x3 = y2 en (0,0).
Una curva C tiene a lo sumo un número finito de puntos singulares. Si no tiene ninguno, se le puede llamar suave o no singular. Para que esta definición sea correcta, debe usarse un cuerpo algebraicamente cerrado y una curva C en un espacio proyectivo (i.e., completo en el sentido de la geometría algebraica). Si, por ejemplo, simplemente se considera una curva en el plano real afín, donde puede haber P singulares módulo el tallo, o alternativamente como la suma dem(m−1)/2, donde m es la multiplicidad, sobre todos los puntos singulares infinitamente cerca Q del el punto singular P. Intuitivamente, un punto singular con delta invariante δ concentra δ puntos dobles ordinarios en P.
El número de Milnor μ de la singularidad es el grado de la aplicación grad f(x,y)/|grad f(x,y)| en la pequeña esfera de radio ε, en el mismo sentido que el grado de una aplicación continua topológico, donde grad f es el campo vectorial gradiente (complejo) de f. Se relaciona con δ y r por la fórmula de Milnor-Jung,
{\displaystyle \mu =2\delta -r+1\,}
Otra singularidad invariante notable es la multiplicidad m, definida como el máximo entero tal que las derivadas de f de todos los grados hasta m se anulan.
Calcular los delta invariante de todas las singularidades permite determinar el género g de la curva; si d es el grado, entonces
{\displaystyle g={\frac {1}{2}}(d-1)(d-2)-\sum _{P}\delta _{P}\,}
donde la suma se toma sobre todos los puntos singulares P de la curva plana proyectiva compleja. 
Las singularidades se pueden clasificar por el triple [m, δ, r], donde m es la multiplicidad, δ es el delta-invariante y r el número ramificado. En estos términos, un cusp ordinario es un punto con invariantes [2,1,1] y un punto doble ordinario es un punto con invariantes [2,1,2]. Un punto n-múltiple puede definirse como un punto con invariantes [n, n(n−1)/2, n].

## Ejemplos de curvas

### Curvas racionales
Una curva racional, también llamada curva unicursal, es una curva que es biracionalmente equivalente a una línea, que se puede tomar por una línea proyectiva e identificarla con el cuerpo de funciones racionales en una indeterminada F(x). Si F es algebraicamente cerrado, esto es equivalente a una curva de género cero; igualmente el 
cuerpo R(x,y) con x2+y2 = −1 es un cuerpo de género cero que no es una función cuerpo racional.
Concretamente, una curva racional de dimensión n sobre F puede parametrizarse (excepto puntos aislados excepcionales) por n funciones racionales definidas en términos de un único parámetro t; cancelando los denominadores se obtienen 
n+1 funciones polinómicas en el espacio proyectivo. Un ejemplo sencillo sería la curva normal racional. 
Toda sección cónica definida sobre F con un punto racional en F es una curva racional. Puede parametrizarse trazando una línea con pendiente t pasando por el punto racional, e intersecciones con la curva cuadrática plana; se obtiene un polinomio con F-coeficientes racionales y una F-raíz racional, luego la otra raíz es F-racional (i.e., pertenece a F) también.

x^{2} + xy + y^{2} = 1

A modo de ejemplo, considérese la elipse  x2 + xy + y2 = 1, donde (−1, 0) es un punto racional. Trazando una línea con pendiente t desde (−1,0), y = t(x+1), substituyendo en la ecuación de la elipse, factorizando y resolviendo para x, se obtiene
{\displaystyle x={\frac {1-t^{2}}{1+t+t^{2}}}.}
Se tiene entonces que la ecuación para y es 
{\displaystyle y=t(x+1)={\frac {t(t+2)}{1+t+t^{2}}}}
lo cual define una parametrización racional de la elipse, por lo que es una curva racional. Todos los puntos de la elipse están dados, excepto el
(−1,1), que corresponde a t = ∞; toda la curva está entonces parametrizada por la línea real proyectiva. 
Al ver parametrizaciones racionales con coeficientes racionales proyectivamente, se obtiene información numérica teórica acerca de las ecuaciones homogéneas definidas sobre los enteros. Del ejemplo anterior, se obtiene
{\displaystyle X=1-t^{2},\quad Y=t(t+2),\quad Z=t^{2}+t+1\,\!}
para lo cual 
{\displaystyle X^{2}+XY+Y^{2}=Z^{2}\,\!}
es cierto para los enteros X, Y y Z si t es un entero. Luego
se obtienen triángulos con lados de medida entera, como 3, 7, y 8, donde uno de los ángulos es de 60°, de las relaciones como  82−3·8+32 = 72.

### Curvas elípticas
Una curva elíptica puede definirse como cualquier curva de género uno con un punto racional: un modelo común es una curva cúbica no singular, que es suficiente para modelar cualquier curva de género uno. En este modelo, el punto distinguido se toma comúnmente como un punto de inflexión al infinito; esto requiere que la curva puede ser escrita en la forma Tate-Weierstrass, que en su versión proyectiva resulta 
{\displaystyle y^{2}z+a_{1}xyz+a_{3}yz^{2}=x^{3}+a_{2}x^{2}z+a_{4}xz^{2}+a_{6}z^{3}.\,\!}
Las curvas elípticas tienen la estructura de un grupo abeliano con el punto distinguido como la ley de identidad del grupo. En el modelo de una curva cúbica plana, tres puntos suman cero en el grupo si y solo si son colineares. Para una curva elíptica definida sobre los números complejos, el grupo es isométrico al grupo aditivo del plano complejo módulo el período de retículo de las correspondientes funciones elípticas.

### Curvas de género mayores que uno
Las curvas de género mayor que uno difieren marcadamente de las curvas racionales y elípticas. Estas curvas definidas sobre los números racionales, por el teorema de Falting, pueden tener solo un número finito de puntos racionales, y pueden ser vistas como teniendo una estructura de geometría hiperbólica. Ejemplos son las curvas hiperelípticas, la curva cuártica de Klein y la curva de Fermat xn+yn = zn cuando n es mayor que 3.